# Kościół Matki Boskiej Bolesnej w Chociwlu
Kościół Matki Boskiej Bolesnej w Chociwlu – rzymskokatolicki kościół parafialny w mieście Chociwel, w powiecie stargardzkim, w województwie zachodniopomorskim. Należy do dekanatu Ińsko archidiecezji szczecińsko-kamieńskiej. Mieści się przy ulicy Armii Krajowej.

## Historia

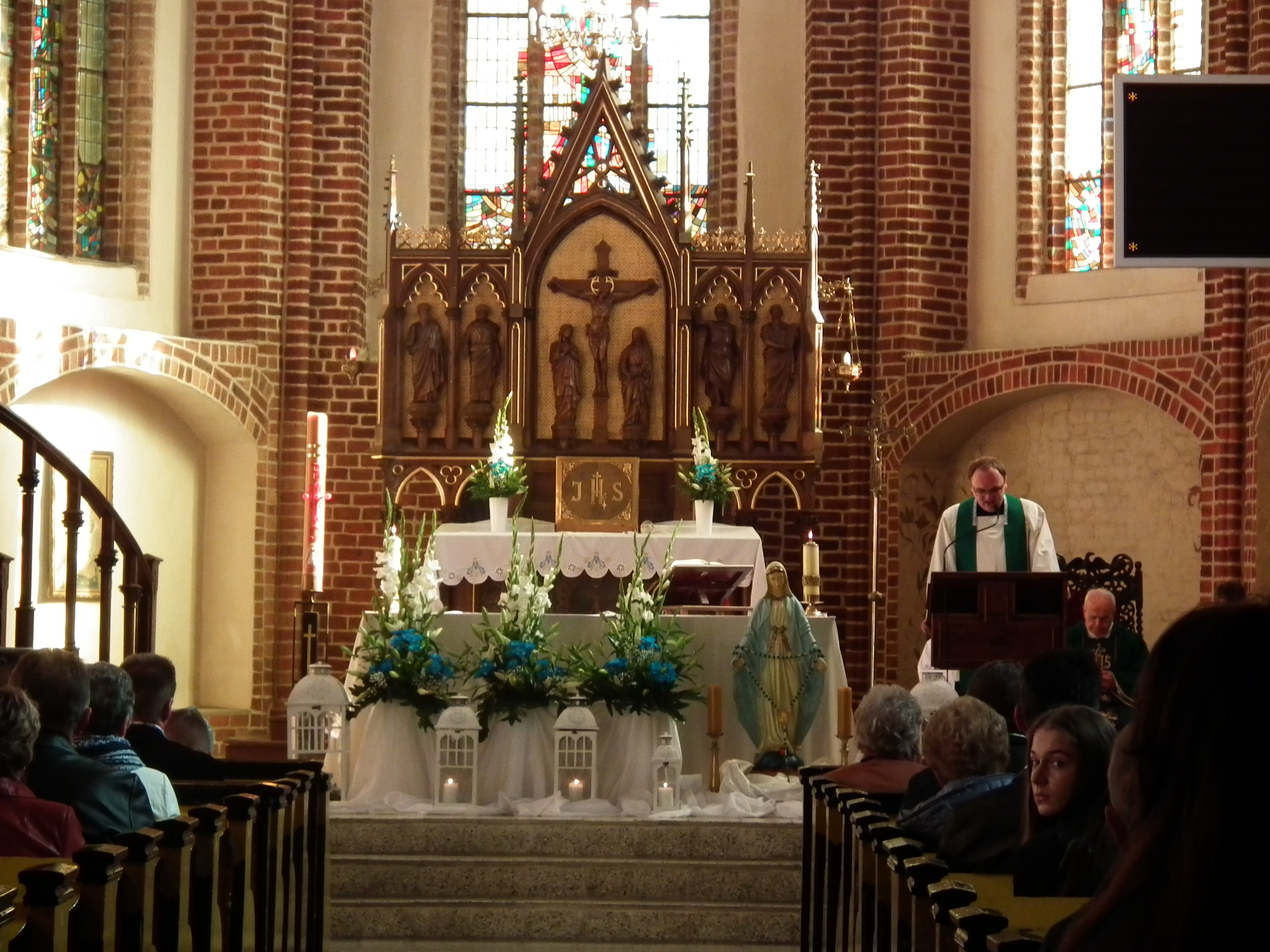
Ołtarz główny

Obecna świątynia w Chociwlu była budowana w kilku etapach. Jako pierwsze zostało wybudowane na początku XV stulecia (1408) prezbiterium, w połowie XV stulecia (1460) korpus nawowy i wieża, a około 1600 roku powstały przybudówki przy elewacjach północnej i południowej. Od 1530 roku kościół był we władaniu protestantów. Od 1945 jest to ponownie świątynia katolicka. Od tego czasu duszpasterstwo prowadzą w nim księża chrystusowcy. Kościół poświęcony w dniu 17 sierpnia 1945 roku.

## Architektura i wyposażenie
Budowla wzniesiona na planie prostokąta. Wnętrze korpusu świątyni posiada trzy nawy, oddzielone jest przez dwa rzędy ośmiobocznych filarów, podpierających sklepienie gwiaździste. Czteroprzęsłowe prezbiterium posiada jedną nawę i jest zamknięte trójbocznie. Wyposażenie wnętrza kościoła w stylu neogotyckim. W tym stylu został zbudowany drewniany ołtarz. Skrzydła tryptyku mieszczą się na ostrołukowych arkadach. Z lewej strony znajdują się obrazy św. Piotra i Pawła. Z prawej strony mieszczą się obrazy Mojżesza i św. Jana Chrzciciela. W świątyni znajduje się także wapienna chrzcielnica oraz posągi świętych, między innymi ukrzyżowanego i zmartwychwstałego Chrystusa, Maryi Apokaliptycznej, wykonanej z drewna lipowego, św. Katarzyny i Barbary. Chór muzyczny posiada dwa piętra.